# Grivița, Ialomița
Grivița là một xã thuộc hạt Ialomița, România. Dân số thời điểm năm 2002 là 7106 người.